# Ниппаси
Ниппаси (яп. 日橋川 ниппаси-гава) — река на острове Хонсю, Япония, приток реки Агано. Протекает по территории префектуры Фукусима.
Длина реки составляет 20-37 км, ширина — до 130 м, максимальный плановый расход воды — 900 м³/с.
На реке стоит одноимённая ГЭС мощностью в 10,6 МВт.
Ниппаси берёт начало на северо-западной стороне озера Инавасиро около острова Окина-дзима (яп. 翁島). Река протекает через впадину Айдзу и впадает в Агано в городе Китаката.